# Conus moravicus
Espèce
Conus moravicus est une espèce fossile de mollusques gastéropodes marins de la famille des Conidae.

## Taxonomie

### Publication originale
L'espèce Conus moravicus a été décrite pour la première fois en 1879 par les géologues et un paléontologues autrichiens Rudolf Hoernes et Mathias Auinger (d) (1810-1890).